# Уэстмаунтская публичная библиотека
Публичная библиотека Уэстмаунта расположена в парке Уэстмаунт по адресу 4574 Sherbrooke Street West в городе Уэстмаунт, Квебек, Канада. Здание библиотеки было разработано Робертом Финдли и открыто в 1899 году.

## История

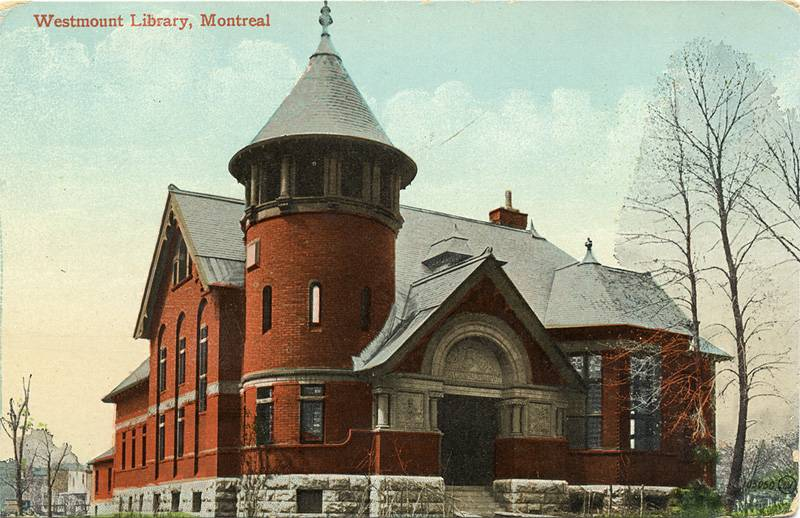
Уэстмаунтская Публичная библиотека в 1910 году

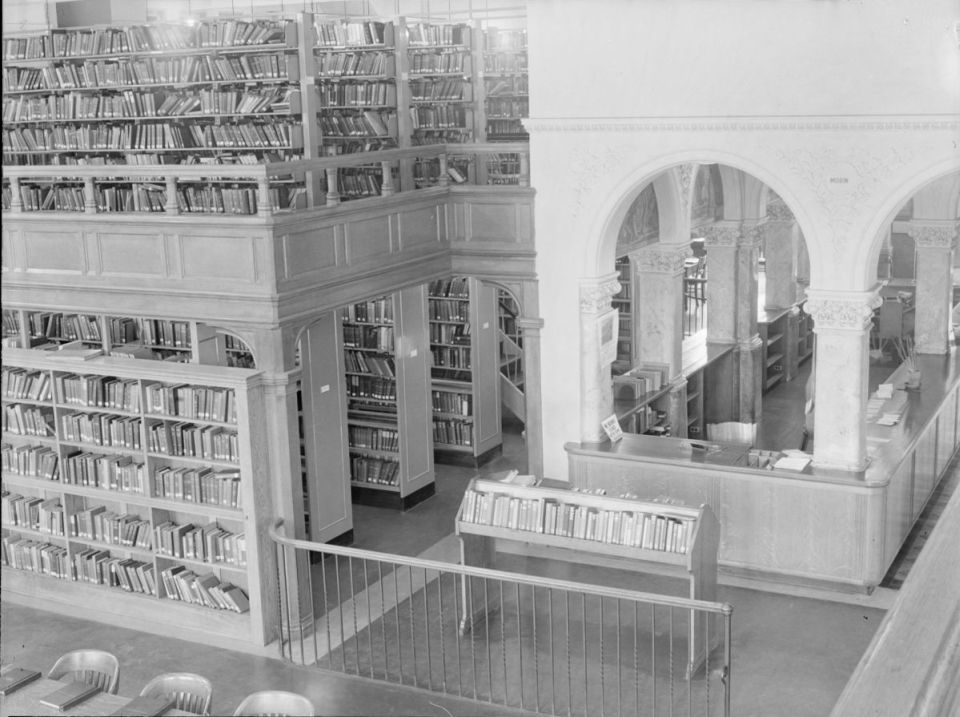
Уэстмаунтская публичная библиотека, 1938 год.

Библиотека была основана в 1897 году в ознаменование Бриллиантового юбилея тогдашней королевы Виктории. Роберт Финдли был выбран архитектором, и строительство велось между 1898 и 1899 годами. Общая стоимость на тот момент составляла 16 375 долларов. На эти средства были возведено здание, приобретены  книги, мебель.
20 июня 1898 года состоялось торжественное открытие библиотеки. Записи того времени указывают на коллекцию из 1992 книг и 694  читателей.
В 1940 году члены активной службы в гарнизоне в Уэстмаунте получили доступ к библиотечным услугам и читальному залу. Библиотека также взяла на себя роль приемной станции для пожертвований журналов и книг от имени Вооруженных сил Канады.
В 1943 году в библиотеке произошло резкое снижение объемов формирования фордов книгами. Это было из-за низкого качества бумаги и переплета. В том же году Библиотека стала хранителем всех собранных материалов недавно созданной Исторической ассоциации Уэстмаунта.

### Послевоенное время
Между 1943 и 1949 годами алфавитная система была заменена десятичной системой Дьюи. Произошла перекаталогизация и переклассификация книг.
В течение 5 недель в 1946 году Детское отделение было вынуждено закрыться из-за эпидемии полиомиелита.
В 1948 году на празднование 50-летия библиотеки было приглашено двести гостей.

### Современность
Положение 82 было пересмотрено в 1988 году. После этого было сказано, что «Попечители будут назначаться Советом, и все жители, а также владельцы собственности имеют право на назначение».. 
Празднование 90-летия библиотеки прошло в 1989 году.
В 1990 году начались исследования относительно возможного ремонта и расширения библиотеки. В 1991 году после опроса граждане одобрили план реконструкции библиотеки. Ремонт начался в 1994 году. За это время коллекции для взрослых и справочные материалы были временно перемещены на 4225 Saint Catherine Street, а Детский отдел, аудиовизуальные, технические службы и администрация располагались в Victoria Hall рядом с библиотекой. В том же 1994 году библиотека впервые в Квебеке получила доступ в Интернет. Год спустя, в 1995 году, были закончены пристройка и ремонт.
Сайт библиотеки стал доступен в 1996 году.

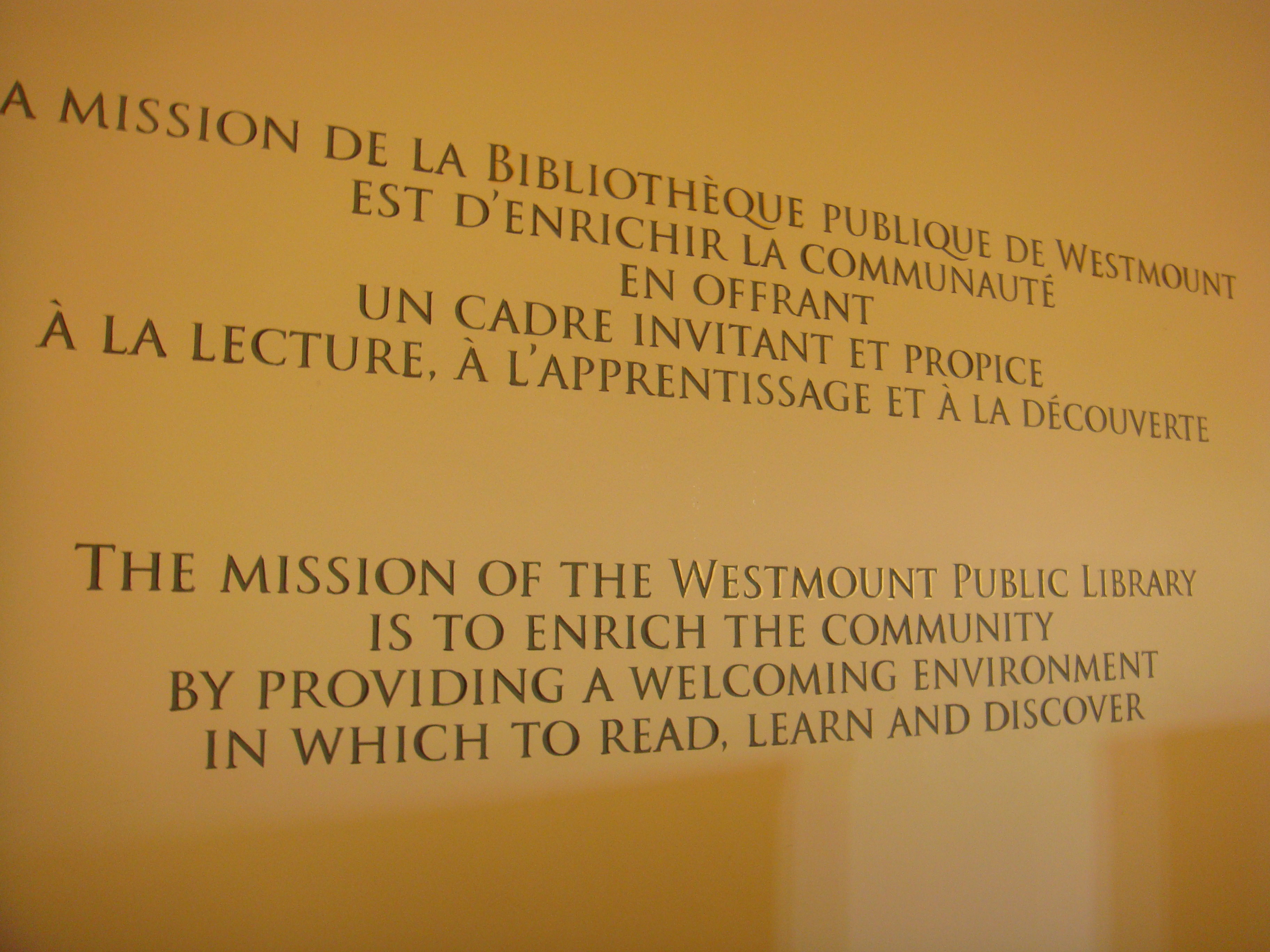

В 1999 году библиотека отметила свой столетний юбилей.
В 2002 году в результате слияния с читателями Монреаля,  количество  читателей увеличилось на 60% до 14 181. Это произошло потому, что слияние позволило всем гражданам острова Монреаль иметь бесплатное членство. В 2003 году фонд библиотеки превысил 450 000 экземпляров, в среднем 38 единиц на одного читателя.

## Реконструкции здания библиотеки
В 1911 году было открыто Детское отделение. Пристройку спроектировал архитектор Финдли. Пристройка  включала в себя рабочую комнату, а также комнату для приема книг в подвале.
В 1925 году архитектор Финдли вместе со своим сыном спроектировали пристройку к библиотеке. В нем было больше места для книжных стеллажей, еще один читальный зал, а также кабинет для библиотекарей. Это новое крыло имело мансарду, художественную и музыкальную секции и зал для справочной литературы.
Модернизация и реконструкция были завершены в 1936 году. Это включало создание новой мастерской, устройство бетонных полов, новые стойки для книг и систему кондиционирования воздуха.
В 1959 году были сделаны серьезные изменения, в том числе установка новых стальных штабелей, способных вместить почти 100 000 единиц, новый участок отгрузки и Детский отдел. Бывшее детское отделение было преобразовано в офисы, а помещение для персонала увеличено в два раза.
Справочная комната столетия открылась в 1967 году, и вся библиотека была устлана ковром, чтобы уменьшить шум.
В 1972 году Гарри Майерович спроектировал новую выставочную площадку . В том же году коллекция превысила 100 000 единиц хранения.
В 1981 году был установлен лифт и санузел для инвалидов.

## Деятельность

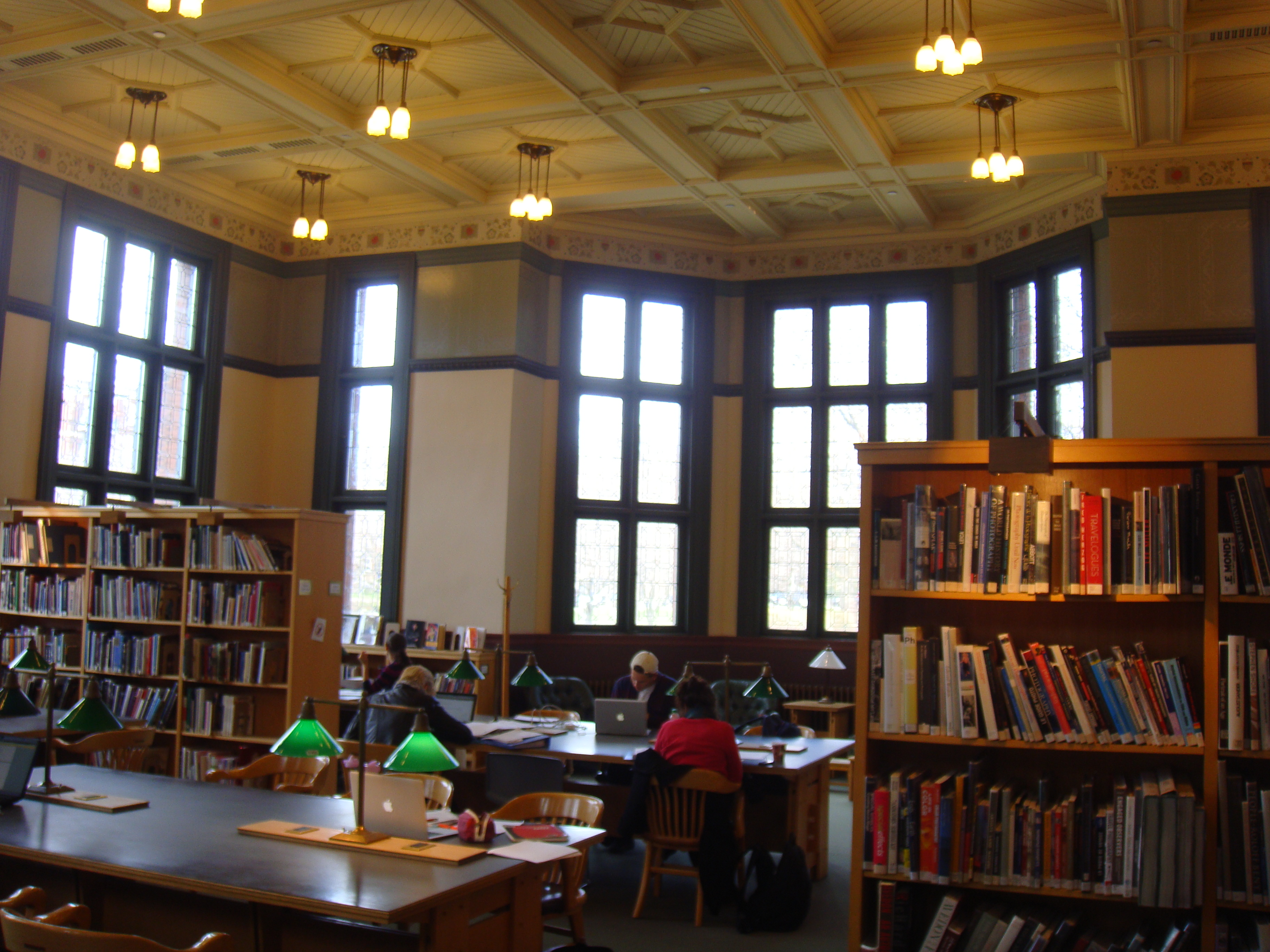
Одна из двух основных комнат в главном здании.

В 1914 году более 500 книг было отправлено в Англию для переплета . Фонды библиотеки стали доступны публике в 1917 году.
В 1984 году библиотека провела прием к 85-летию. В этом году библиотека установила свой первый микрокомпьютер. Это был персональный компьютер IBM, приобретенный для обновления автоматизированной системы каталогизации. Коллекция видеокассет впервые была создана в 1985 году.
Сеть межбиблиотечного абонемента была создана в 1979 году, соединив 15 других публичных библиотек Монреаля.

## Штат сотрудников
В 1898 году мисс Беатрис Глен Мур была нанята в качестве первого библиотекаря. Ее зарплата начиналась с 520 долларов в год. Два года спустя, в 1900 году, был нанят еще один библиотекарь по имени г-жа Мэри Солас Сакс. Она вышла на пенсию 30 лет спустя, в 1930 году, и был нанят новый главный библиотекарь по имени Кэтлин Дженкинс. В 1962 г. Нора Брайант была выбрана главным библиотекарем. Розмари Лайдон стала главным библиотекарем в 1982 году. В 1990 году было создано шесть новых штатных должностей.

## Галерея

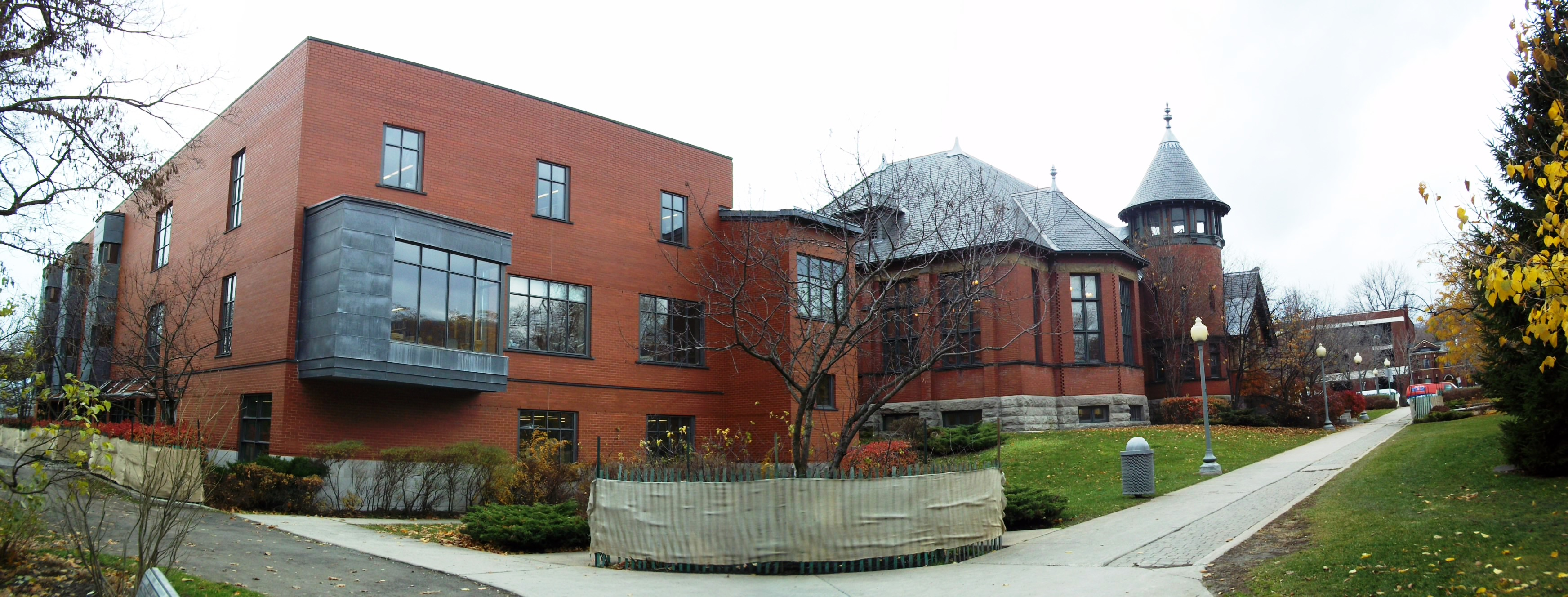
Вид с юго-востока на пристройку
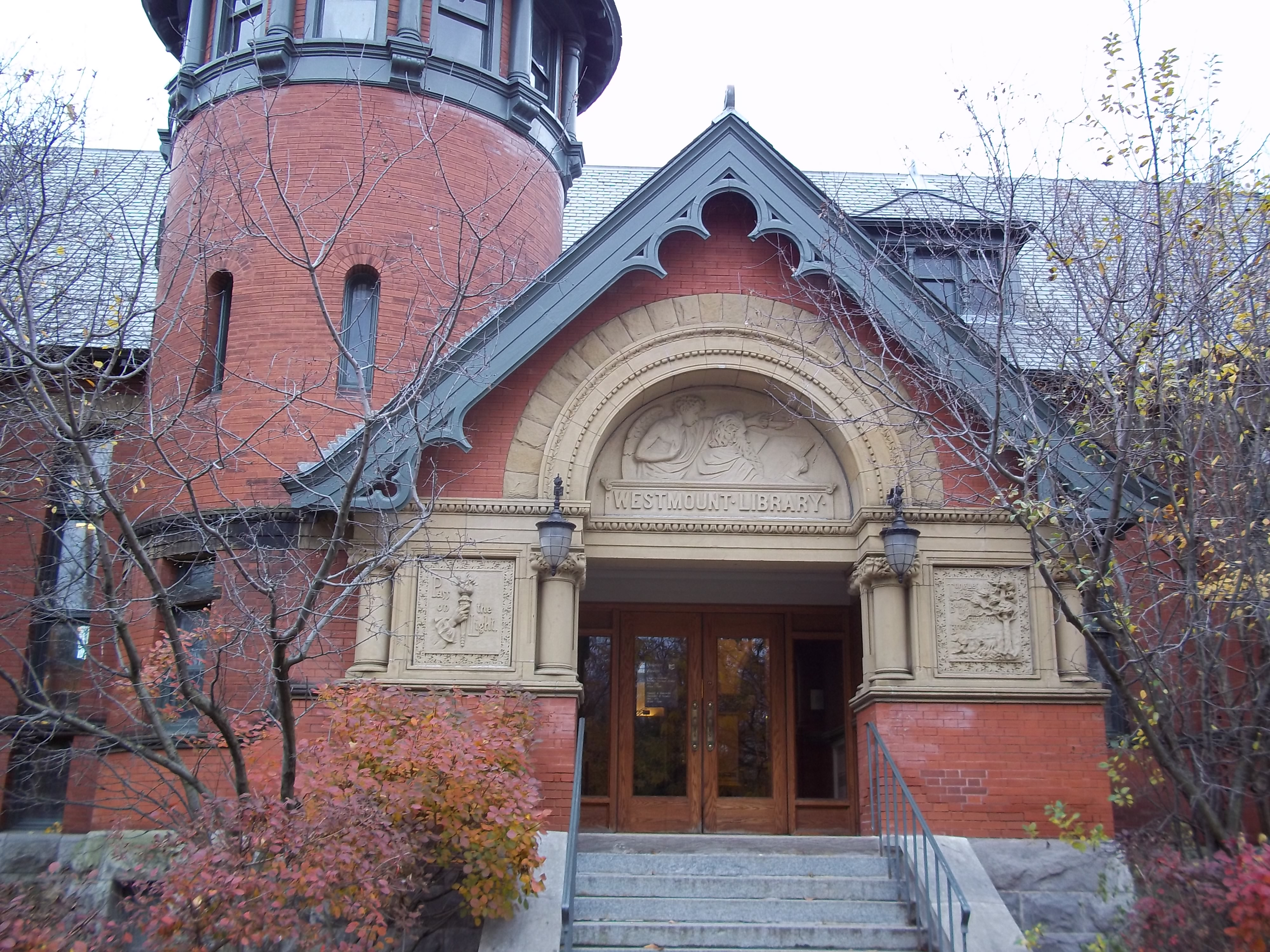
Восточная дверь
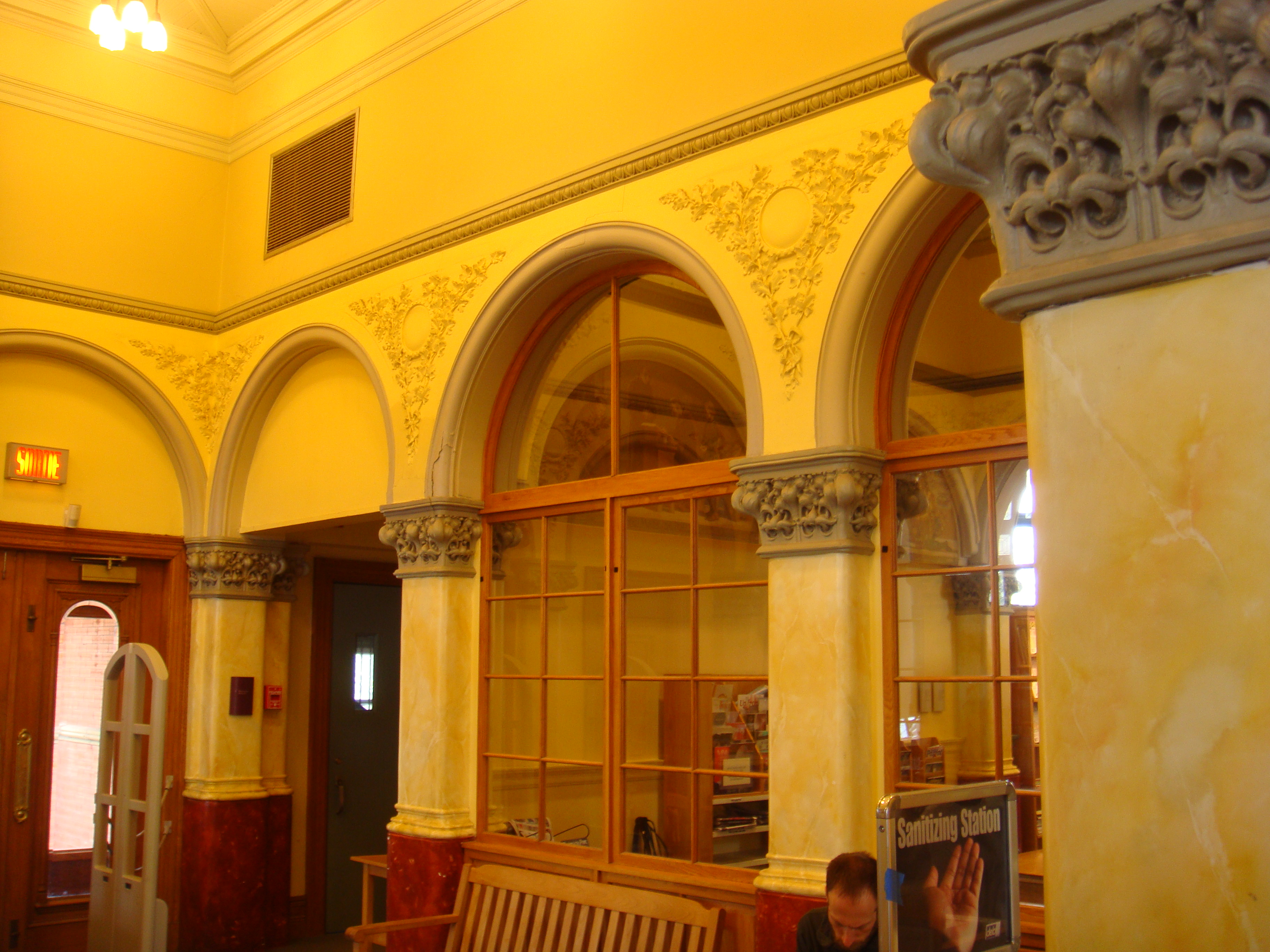
Интерьер
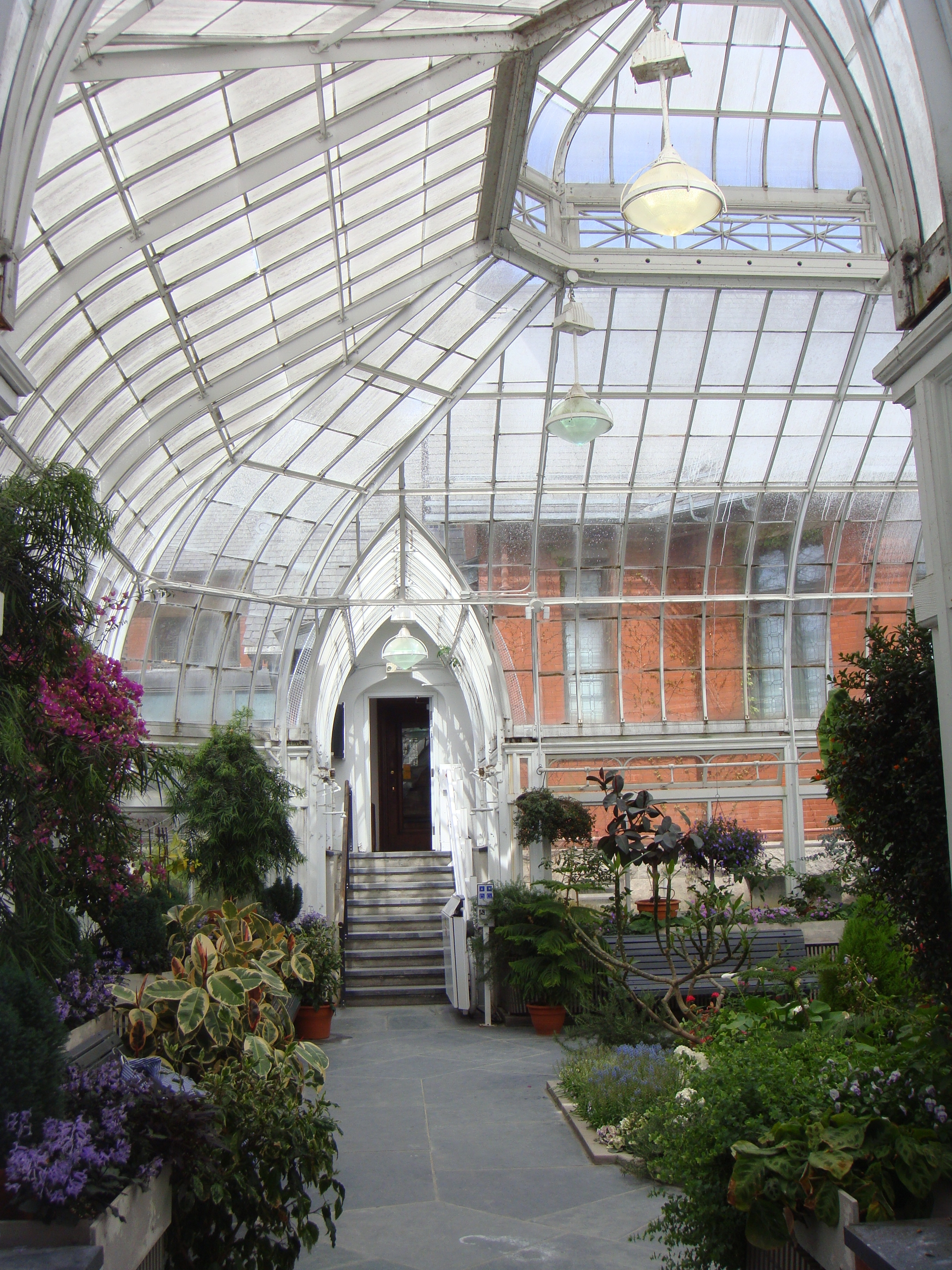
Вид на консерваторию со стороны входа в зал Виктории, через дверь, ведущую в публичную библиотеку Вестмаунт